# Кебек-хан
Кебек-хан (убит в 1326) — чингизид, потомок Чагатая, хан Чагатайского улуса (1318—1326).

## Правление
Сын чагатаида Дувы (Тува). Кебек пришёл к власти после смерти чагатаида Эсен-Буки в 1318 году.
Проводил политику централизации власти в Чагатаийском улусе и улучшения его социально-эконического положения.
Кебек предпринимал меры для восстановления и развития городской культуры, торговли и земледелия междуречья Амударии и Сырдарии (Мавераннахр). Перенес столицу Чагатаидов из восточного Туркистана (Алмалык) в Мавераннахр (Карши). Провёл денежную и административную реформу.
Кебек-хан разделил страну на административные единицы — туманы. Он стал первым ханом, который чеканил единую монету для всего государства с собственным именем. Монетные дворы размещались в Самарканде, Бухаре, Термезе. В 1321 году начал денежную реформу, ввел серебряные динары и мелкие дирхамы (1 дирхам — 1/6 динара), получившие название «кебеки».
В нарушение традиций кочевников Кебек-хан отстроил в долине Кашкадарьи дворец. Реформы Кебек-хана были враждебно встречены кочевой аристократией. Поэтому они имели в целом ограниченный характер. Политика Кебек хана потерпела неудачу. Его преемник Ильчигидай не смог преодолеть сопротивление кочевой аристократии, был убит. Чагатайский улус распался на несколько удельных владений: на востоке образовался Могулистан.
Приводя сведения о правителе Чагатайского улуса Кебек-хане (1318—1326) арабский путешественник Ибн Баттута приводит сведения, что он говорил по-тюркски: Царь (Кебек-хан) удивился и сказал: «Йахши», что по‐тюркски означает «хорошо». Это свидетельство говорит о том, что чингизиды Чагатайского улуса в начале XIV века перешли на местный среднеазиатский карлукский вариант тюркского языка.

## Смерть
В 1326 году Кебек-хан был убит в результате заговора. Над его могилой в Карши был сооружен куполообразный мавзолей. После Кебек-хана власть перешла к его брату Ильчигидаю.